# Aqvital FC Csákvár
Aqvital FC Csákvár – węgierski klub piłkarski mający swoją siedzibę w Csákvár. Występuje w Nemzeti Bajnokság II, drugim najwyższym szczeblu piłkarskim na Węgrzech.

## Historia
Klub ten został założony w 1947 pod nazwą Csákvári Torna Klub (w skrócie: Csákvári TK). W 1989 dotarli do finału Szabad Föld-kupa (Puchar Amatorów), gdzie przegrali 0:1 z drużyną Körmendi Dózsa MTE. W 2011 wygrali rozgrywki Megye I grupy komitatu Fejéri bez straty punktu. Awansowali tym samym do Nemzeti Bajnokság III, w której również triumfowali awansując do Nemzeti Bajnokság II. W grupie zachodniej sezonu 2012/2013 zajęli 9. miejsce, jednak w wyniku reformy ligi oznaczało to spadek poziom niżej. W sezonie 2013/2014 Nemzeti Bajnokság III wygrali grupę zachodnią, przez co powrócili na drugim poziom rozgrywkowy. W sezonie 2019/2020 zajęli w niej 4. miejsce.

## Stadion
Aqvital FC Csákvár rozgrywa swoje mecze na Tersztyánszky Ödön Sportközpont (2500 miejsc).

## Skład
Stan na 9 sierpnia 2024
| Nr | Poz. | Piłkarz                                  |
| -- | ---- | ---------------------------------------- |
| 1  | BR   | Patrik Zelizi                            |
| 2  | OB   | Zalán Gregor (wypożyczony z Paksi FC II) |
| 5  | OB   | Dániel Karacs                            |
| 6  | PO   | Norbert Dencinger                        |
| 7  | PO   | Bence Szabó                              |
| 8  | PO   | Marcell Major                            |
| 10 | PO   | Dénes Szakály                            |
| 11 | NA   | Levente Juhász                           |
| 14 | PO   | Aurél Farkas                             |
| 16 | PO   | Dávid Mészáros                           |
| 17 | NA   | András Simon                             |
| 19 | NA   | Zsombor Menyhárt                         |
| 20 | NA   | Viktor Haragos                           |

| Nr | Poz. | Piłkarz                                              |
| -- | ---- | ---------------------------------------------------- |
| 21 | OB   | Péter Szalai                                         |
| 22 | NA   | Zoárd Nagy                                           |
| 26 | OB   | Ádám Umathum (wypożyczony z Puskás Akadémia FC II)   |
| 27 | PO   | Benedek Murka                                        |
| 33 | NA   | Roland Baracskai (kapitan)                           |
| 34 | PO   | Szabolcs Dusinszki                                   |
| 71 | OB   | Artem Nagirnyj (wypożyczony z Puskás Akadémia FC II) |
| 77 | PO   | Vajk Gazdag (wypożyczony z Puskás Akadémia FC II)    |
| 88 | BR   | Bence Somodi                                         |
| 91 | BR   | András Perczel (wypożyczony z Puskás Akadémia FC II) |
|    | OB   | Bence Varga                                          |
|    | NA   | Ołeh Jabłonskij                                      |

## Sukcesy
- Megye I (1x): 2010/2011
- Nemzeti Bajnokság III (2x): 2011/2012, 2013/2014